# Paulien Hogeweg
Paulien Hogeweg (24 december 1943) is een Nederlands theoretisch bioloog en onderzoekster van complexe systemen. Samen met Ben Hesper bedacht ze in 1978 de term bio-informatica, als benaming voor het bestuderen van informatische processen in biotische systemen.
Hogeweg studeerde in 1969 af aan de Universiteit van Amsterdam. In 1976 haalde ze haar Ph.D. met haar onderzoek naar patroonvorming en patroonherkenning. In 1977 richtte Hogeweg de Theoretical Biology & Bioinformatics-groep op aan de universiteit van Utrecht. Tot 2009 was ze leider van deze groep.
Hogeweg staat bekend als een pionier in haar vakgebied, waaronder op het ontwikkelen van agent-gebaseerd model-studies naar de sociale structuur binnen diergroepen. Verder heeft ze bijgedragen aan het ontwikkelen van onderzoek naar biomoleculaire structuren.